# Ново-Богданово
Ново-Богданово — деревня в Нелидовском городском округе Тверской области.

## География
Находится в юго-западной части Тверской области на расстоянии приблизительно 8 км на юг-юго-запад по прямой от города Нелидово на правом берегу Межи.

## История
Была отмечена на карте 1941 года как поселение с 16 дворами. До 2018 года входила в состав ныне упразднённого Новосёлковского сельского поселения.

## Население
Численность населения: 42 человека (русские 100 %) в 2002 году, 32 в 2010.